# Canton de Port-Jérôme-sur-Seine
Le canton de Port-Jérôme-sur-Seine, précédemment appelé canton de Notre-Dame-de-Gravenchon, est une circonscription électorale française du département de la Seine-Maritime.

## Histoire
Un nouveau découpage territorial de la Seine-Maritime entre en vigueur à l'occasion des premières élections départementales suivant le décret du 27 février 2014. Les conseillers départementaux sont, à compter de ces élections, élus au scrutin majoritaire binominal mixte. Les électeurs de chaque canton élisent au Conseil départemental, nouvelle appellation du Conseil général, deux membres de sexe différent, qui se présentent en binôme de candidats. Les conseillers départementaux sont élus pour 6 ans au scrutin binominal majoritaire à deux tours, l'accès au second tour nécessitant 12,5 % des inscrits au 1er tour. En outre la totalité des conseillers départementaux est renouvelée. Ce nouveau mode de scrutin nécessite un redécoupage des cantons dont le nombre est divisé par deux avec arrondi à l'unité impaire supérieure si ce nombre n'est pas entier impair, assorti de conditions de seuils minimaux. Dans la Seine-Maritime, le nombre de cantons passe ainsi de 69 à 35.
Lors de sa création, le canton de Notre-Dame-de-Gravenchon comprend vingt-sept communes. Il est formé de communes des anciens cantons de Caudebec-en-Caux (16 communes), de Lillebonne (8 communes) et de Bolbec (3 communes). Avec ce redécoupage administratif, le territoire du canton s'affranchit des limites d'arrondissements, avec 16 communes incluses dans l'arrondissement de Rouen et 11 dans celui du Havre. Lors de la création du canton, le bureau centralisateur est situé à Notre-Dame-de-Gravenchon.
À la suite du décret du 5 mars 2020, le canton prend le nom de son bureau centralisateur, Port-Jérôme-sur-Seine.

## Représentation
| Période élective | Période élective | Mandat | Mandat   | Identité        | Nuance | Nuance | Qualité                                                                    |
| ---------------- | ---------------- | ------ | -------- | --------------- | ------ | ------ | -------------------------------------------------------------------------- |
| 2015             | 2021             | 2015   | 2021     | Martine Blondel |        | PS     | Maire de Touffreville-la-Cable (1989-2014)                                 |
| 2015             | 2021             | 2015   | 2021     | Bastien Coriton |        | PS     | Maire de Caudebec-en-Caux (2008-2016) puis de Rives-en-Seine (depuis 2016) |
| 2021             | 2028             | 2021   | en cours | Bastien Coriton |        | PS     | Conseiller sortant                                                         |
| 2021             | 2028             | 2021   | en cours | Patricia Renou  |        | DVG    | Conseillère municipale de La Frénaye                                       |

### Résultats détaillés

#### Élections de mars 2015
À l'issue du 1er tour des élections départementales de 2015, deux binômes sont en ballottage : Martine Blondel et Bastien Coriton (Union de la Gauche, 40,95 %) et Virginie Carolo (DVD) et Patrice Colombel (DVD, 29,71 %). Le taux de participation est de 53,1 % (12 101 votants sur 22 789 inscrits) contre 49,48 % au niveau départemental et 50,17 % au niveau national.
Au second tour, Martine Blondel et Bastien Coriton (Union de la Gauche) sont élus avec 55,19 % des suffrages exprimés et un taux de participation de 50,8 % (5 949 voix pour 11 577 votants et 22 788 inscrits).

#### Élections de juin 2021
Le premier tour des élections départementales de 2021 est marqué par un très faible taux de participation (33,26 % au niveau national). Dans le canton de Port-Jérôme-sur-Seine, ce taux de participation est de 33,29 % (7 753 votants sur 23 292 inscrits) contre 32,19 % au niveau départemental. À l'issue de ce premier tour, deux binômes sont en ballottage : Bastien Coriton et Patricia Renou (Union à gauche, 56,38 %) et Fabienne Duparc et Axel Franck (Union au centre et à gauche, 19,52 %).
Le second tour des élections est marqué une nouvelle fois par une abstention massive équivalente au premier tour. Les taux de participation sont de 34,36 % au niveau national, 32,06 % dans le département et 32,96 % dans le canton de Port-Jérôme-sur-Seine. Bastien Coriton et Patricia Renou (Union à gauche) sont élus avec 72,93 % des suffrages exprimés (5 277 voix pour 7 679 votants et 23 301 inscrits),,.

## Composition
Lors de sa création, le canton de Notre-Dame-de-Gravenchon comprenait vingt-sept communes.
À la suite de la création des communes nouvelles d'Arelaune-en-Seine, de Port-Jérôme-sur-Seine et de Rives-en-Seine au 1er janvier 2016, le canton comprend désormais vingt-et-une communes entières.
| Nom                                           | Code Insee | Intercommunalité    | Superficie (km2) | Population (dernière pop. légale) | Densité (hab./km2) | Modifier                                    |
| --------------------------------------------- | ---------- | ------------------- | ---------------- | --------------------------------- | ------------------ | ------------------------------------------- |
| Port-Jérôme-sur-Seine (bureau centralisateur) | 76476      | CA Caux Seine Agglo | 30,50            | 10 392 (2022)                     | 341                | modifier les données · modifier les données |
| Anquetierville                                | 76022      | CA Caux Seine Agglo | 4,08             | 329 (2022)                        | 81                 | modifier les données · modifier les données |
| Arelaune-en-Seine                             | 76401      | CA Caux Seine Agglo | 53,81            | 2 500 (2022)                      | 46                 | modifier les données · modifier les données |
| Bolleville                                    | 76115      | CA Caux Seine Agglo | 9,73             | 590 (2022)                        | 61                 | modifier les données · modifier les données |
| La Frénaye                                    | 76281      | CA Caux Seine Agglo | 10,02            | 2 079 (2022)                      | 207                | modifier les données · modifier les données |
| Grand-Camp                                    | 76318      | CA Caux Seine Agglo | 4,91             | 763 (2022)                        | 155                | modifier les données · modifier les données |
| Heurteauville                                 | 76362      | CA Caux Seine Agglo | 7,26             | 287 (2022)                        | 40                 | modifier les données · modifier les données |
| Lintot                                        | 76388      | CA Caux Seine Agglo | 8,00             | 479 (2022)                        | 60                 | modifier les données · modifier les données |
| Louvetot                                      | 76398      | CA Caux Seine Agglo | 7,37             | 775 (2022)                        | 105                | modifier les données · modifier les données |
| Maulévrier-Sainte-Gertrude                    | 76418      | CA Caux Seine Agglo | 14,16            | 1 052 (2022)                      | 74                 | modifier les données · modifier les données |
| Norville                                      | 76471      | CA Caux Seine Agglo | 11,69            | 996 (2022)                        | 85                 | modifier les données · modifier les données |
| Notre-Dame-de-Bliquetuit                      | 76473      | CA Caux Seine Agglo | 9,78             | 824 (2022)                        | 84                 | modifier les données · modifier les données |
| Petiville                                     | 76499      | CA Caux Seine Agglo | 16,74            | 1 179 (2022)                      | 70                 | modifier les données · modifier les données |
| Rives-en-Seine                                | 76164      | CA Caux Seine Agglo | 34,14            | 4 044 (2022)                      | 118                | modifier les données · modifier les données |
| Saint-Arnoult                                 | 76557      | CA Caux Seine Agglo | 13,86            | 1 459 (2022)                      | 105                | modifier les données · modifier les données |
| Saint-Aubin-de-Crétot                         | 76559      | CA Caux Seine Agglo | 4,73             | 518 (2022)                        | 110                | modifier les données · modifier les données |
| Saint-Gilles-de-Crétot                        | 76585      | CA Caux Seine Agglo | 6,02             | 387 (2022)                        | 64                 | modifier les données · modifier les données |
| Saint-Maurice-d'Ételan                        | 76622      | CA Caux Seine Agglo | 14,24            | 288 (2022)                        | 20                 | modifier les données · modifier les données |
| Saint-Nicolas-de-la-Haie                      | 76626      | CA Caux Seine Agglo | 3,15             | 408 (2022)                        | 130                | modifier les données · modifier les données |
| Trouville                                     | 76715      | CA Caux Seine Agglo | 10,38            | 617 (2022)                        | 59                 | modifier les données · modifier les données |
| Vatteville-la-Rue                             | 76727      | CA Caux Seine Agglo | 51,14            | 1 118 (2022)                      | 22                 | modifier les données · modifier les données |
| Canton de Port-Jérôme-sur-Seine               | 7625       |                     | 325,71           | 31 084 (2022)                     | 95                 | modifier les données                        |

## Démographie
En 2022, le canton comptait 31 084 habitants, en évolution de +1,78 % par rapport à 2016 (Seine-Maritime : +0,35 %, France hors Mayotte : +2,11 %).
| 2013   | 2018   | 2022   |
| ------ | ------ | ------ |
| 29 927 | 30 894 | 31 084 |